# مالوپاولوفکا
مالوپاولوفکا (به لاتین: Malopavlovka) یک منطقهٔ مسکونی در روسیه است که در سرزمین آلتای واقع شده‌است.